# Luka Božič
Luka Božič (ur. 9 stycznia 1991 r. w Šempeter pri Gorici) – słoweński kajakarz górski, mistrz świata, dwukrotny mistrz Europy, uczestnik dwóch igrzysk olimpijskich.

## Igrzyska olimpijskie
W 2012 roku na igrzyskach olimpijskich w Londynie w konkurencji dwójek w parze z Sašem Taljatem nie awansował do finału, zajmując w półfinale ósme miejsce. Cztery lata później razem zajęli w finale siódmą pozycję w dwójce.